# Bixa
Bixa es un género de plantas de la familia botánica de las bixáceas. Es originario de México y centro y sur de América tropical.

## Descripción
Son árboles o arbustos, que alcanzan un tamaño de 2–10 m de alto. Hojas enteras, ovado-triangulares, agudas a acuminadas, glabras o densamente lepidotas en el envés. Panículas terminales, flores actinomorfas, 4–7 cm de ancho; pétalos obovados, emarginados, rosados o blancos; ovario 1-locular, con 2 placentas parietales. Cápsula erecta, muy variable en tamaño y forma, oblongo ovoide a globosa o reniforme, 1.5–4.5 cm de largo, aguda o acuminada en el ápice, densa a escasamente cubierta de espinas largas o cortas, a veces casi lisa; semillas obovoide-angulares, ca 5 mm de largo, con densas papilas rojo-anaranjadas.

## Taxonomía
El género fue descrito por Carlos Linneo  y publicado en Species Plantarum 1: 512. 1753. La especie tipo es: Bixa orellana L. 
Etimología
bixa: nombre genérico que es una latinización del portugués bixa. Bija era el nombre dado al tinte vino tinto obtenido de esta planta, en las comunidades Pijaos de Colombia.

## Especies
- Bixa arborea Huber 1910
- Bixa excelsa Gleason & Krukoff 1934
- Bixa orellana L. 1753
- Bixa platycarpa Ruiz & Pav. ex G.Don 1831